# Jenny Eakin Delony
Jenny Eakin Delony, también conocida como Jenny Eakin Delony Rice y Jenny Meyrowitz, (Washington, Arkansas, 13 de mayo de 1866 - Little Rock, 1 de abril de 1949) fue una pintora y educadora estadounidense. Se especializó en retratos de figuras notables e históricas en los Estados Unidos, pero también realizó pinturas en miniatura, paisajes, vida silvestre, naturaleza muerta y de género. Fue la fundadora de la educación artística universitaria en Arkansas.

## Biografía
Delony nació en Washington, Arkansas, el 13 de mayo de 1866, hija de Alchyny Turner Delony, abogado, y Elizabeth Pearson Delony.
Recibió una medalla de oro en música y arte mientras estudiaba en la Wesleyan Female Institution en Staunton, Virginia. Delony comenzó sus estudios profesionales en la Academia de Arte de Cincinnati entre 1886 y 1888. Siguieron al menos dos años en París, donde Delony estudió en la Academia Julian, la Académie Delécluse y en el taller del pintor Paul-Louis Delance.
Más tarde estudió en la Escuela de Arte de St. Louis de 1892 a 1893, luego en Venecia en algún momento antes de 1895 con el pintor italiano Stefano Novo. Delony ingresó en la École des Beaux-Arts de París en 1896, que fue el primer año en que se admitieron mujeres allí. Ese mismo año estaría entre las primeras mujeres en estudiar anatomía artística en la École de Médecine de París. También estudió en algún momento con el pintor estadounidense William Merritt Chase y fue su secretaria personal en Shinnecock, una escuela de verano que Chase dirigió en Southampton en Long Island de 1891 a 1902.

## Carrera profesional
Jenny Eakin Delony fue una de las primeras mujeres artistas de Arkansas en ganar reputación como pintora de éxito en los Estados Unidos e internacionalmente. Fue miembro de la Liga Profesional de Artistas Estadounidenses, Asociación de Pintoras y Escultoras y del National Arts Club, ambos en Nueva York. Delony se convirtió en una de las primeras mujeres miembros y una de las primeras mujeres en exponer en la Academia Nacional de Diseño. Sus obras se exhibieron en las sociedades de pintores en miniatura de Filadelfia, Boston y Nueva York, el Woman's Art Club de Nueva York, la Academia Nacional de Diseño y el New York Water Color Club.

### Inicio de su carrera
Delony estableció sus primeros estudios de arte profesionales en Little Rock, y durante las décadas de 1880 y 1890 pintó retratos de muchos ciudadanos distinguidos. Representó al estado a nivel regional y nacional en varias exposiciones: la Exposición Mundial del Centenario del Algodón en Nueva Orleans (1884), la Exposición Estatal en Little Rock (1887), la Exposición Mundial Colombina en Chicago (1893) y los Estados del Algodón y la Exposición Internacional en Atlanta (1895). Ganó premios por muchas obras expuestas.

### Educadora
Delony enseñó arte en Virginia durante tres años, primero en el Virginia Female Institute en Roanoke (1893–1894), luego en el Norfolk College for Young Ladies en Norfolk (1894–1896). Desde 1897 hasta 1899, fue la primera directora de arte de la Universidad Industrial de Arkansas, que se convirtió durante su mandato en la Universidad de Arkansas (UA) en Fayetteville.

### Nueva York
Interesada en el activismo feminista y el movimiento por el sufragio Rice dejó Fayetteville para montar un estudio en Nueva York en 1900. En 1903 expuso en la Academia Nacional de Artes. Su miniatura de la reina Victoria se exhibió en Tiffany's.
En su papel de sufragista y artista, fue elegida para representar a las mujeres estadounidenses como expositora en el Consejo Internacional de Mujeres en Berlín, Alemania, que se reunió en 1904 del 6 al 18 de junio. En 1905, su retrato de la "mujer más rica de Estados Unidos", Hetty Green, apareció en una página completa en el New York Times, otorgando a la artista celebridad instantánea; el retrato se encuentra ahora en la colección del Museo Histórico de Arkansas en Little Rock.

### Últimos años
En 1935, la artista se retiró de la escena artística de Nueva York y regresó a Little Rock. Vivía en la antigua casa de sus padres con su hermana Daisy.
Está enterrada en Oakland & Fraternal Historic Cemetery Park en Little Rock.

## Galería

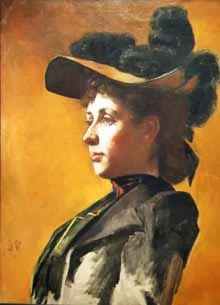
Autorretrato
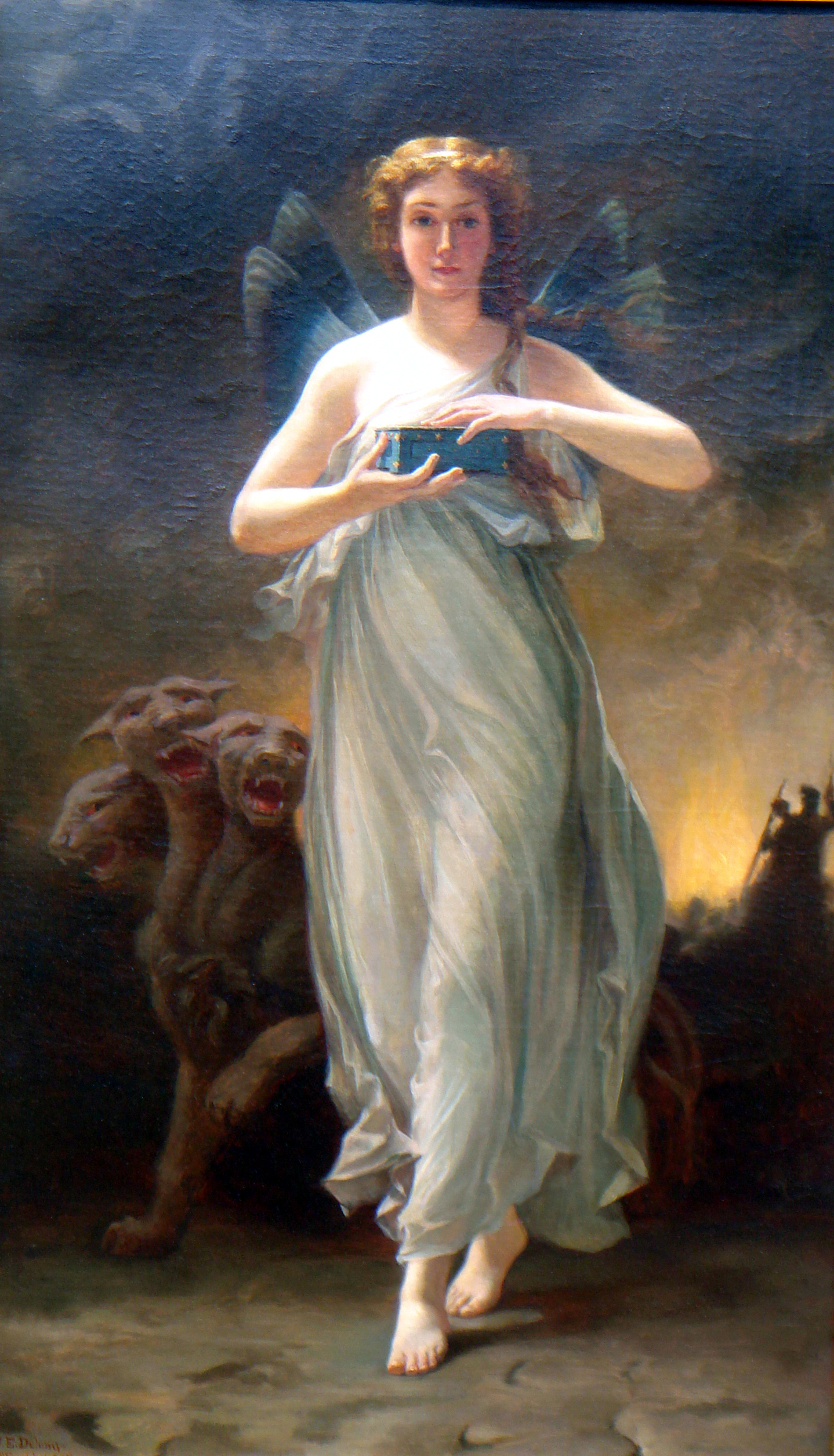
Psycle en base a una obra de Alfred de Curzon, primavera de 1889
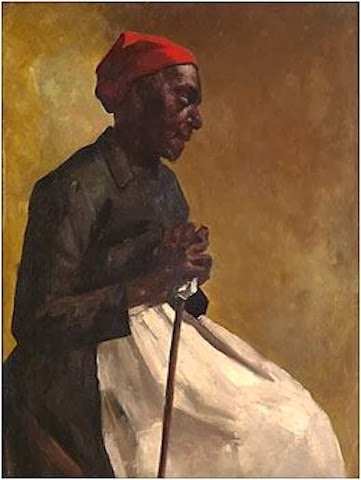
Arkansas Made, 1896-1900
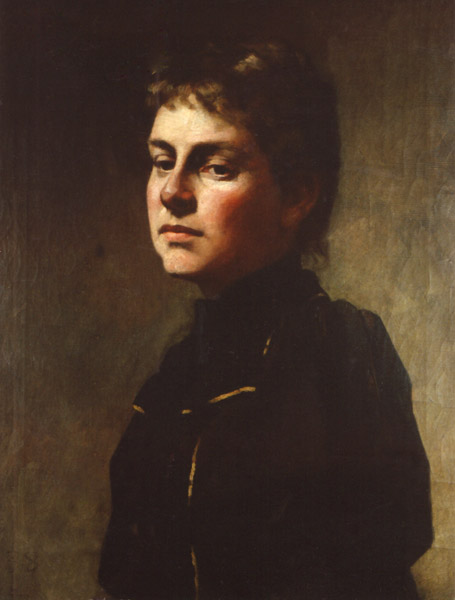
Autorretrato, circa 1900
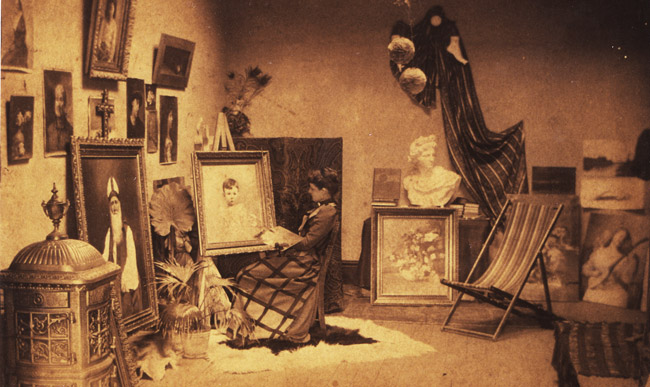
Jenny Eakin Delony en su estudio de Little Rock, Arkansas, abril de 1891

## Vida personal
Delony se casó con Nathaniel J. Rice de Denver, Colorado, el 10 de diciembre de 1891, que murió en 1893.
Su segundo matrimonio fue con Paul A. Meyrowitz, el 19 de noviembre de 1910 en Chicago, Illinois.
Fue miembro de Hijas Unidas de la Confederación e Hijas de la Revolución Americana.

## Obras y colecciones
Muchos ejemplos del trabajo de Rice pueden contemplarse en colecciones públicas, incluidos los siguientes retratos:
- A Southern Gentleman (Un retrato de un caballero del sur) en el histórico parque estatal de Washington
- An African American (Un afroamericano) y muchas otras obras se encuentran en el Museo Histórico de Arkansas
- El presidente confederado Jefferson Davis en la capital del estado de Arkansas[8]
- La Señora Jefferson Davis (Varina Davis) para el Museo de la Confederación, Richmond, Virginia[4]
- El gobernador George Washington Donaghey, Logan H. Roots, y JTW Tillar, están en la Comisión de Historia de Arkansas[15]
- El gobernador Thomas Chipman McRae se encuentra en el ala norte, primer piso del Capitolio del estado de Arkansas
- El obispo Henry Niles Pierce está en la oficina de la Diócesis de Arkansas en Trinity Episcopal Church en Little Rock
- George G. Williams, Cámara de Compensación de Nueva York y Chemical National Bank

También hizo retratos de Hetty Green, el obispo Henry Niles Pierce, William Sherer, el Dr. George Taylor Stewart y Spencer Trask. Su pintura de 'La Grange College of Alabama” se encuentra en el Museo de la Sociedad Histórica del Valle de Tennessee, Tuscumbia, Alabama
Su trabajo se expuso con Maud Hold, Josephine Graham y Elsie Freund en 2007 en la exposición "Mujeres artistas en Arkansas" en el Museo Histórico de Arkansas.

## Otras lecturas
- El ex Arkansan pinta retratos ". Gaceta de Arkansas. 20 de mayo de 1923, pág. dieciséis.
- Opitz, Glen B., ed. Diccionario de pintores, escultores y grabadores estadounidenses de Mantle Fielding. Poughkeepsie, Nueva York: Apollo, 1987.
- Quién es quién en Estados Unidos, 1948-1949. Vol. 25. Chicago: AN Marquis, 1949.